# Hakuna Matata (Lied)
Hakuna Matata ist ein Lied aus dem Film Der König der Löwen. Geschrieben wurde es von Elton John (Musik) und Tim Rice (Text). Gesungen wurde es von Nathan Lane (als Timon) und Ernie Sabella (als Pumbaa), unterstützt von Jason Weaver und Joseph Williams (als jugendlicher bzw. erwachsener Simba). In der deutschsprachigen Version wird das Lied von Ilja Richter und Rainer Basedow sowie Manuel Straube und Cusch Jung gesungen.

## Verwendung in Film und Musical
Mit Hakuna Matata bringen Timon und Pumba dem jungen Simba ihre sorgenfreie Lebensphilosophie bei (Hakuna Matata). Zu dem Lied wird weiterhin die Zeit überbrückt, in der Simba aufwächst. 

Im Musical Der König der Löwen von 1997 wird das Lied ähnlich eingesetzt wie im Film.

## Auszeichnungen
Hakuna Matata war 1995 für den Oscar in der Kategorie Bester Song nominiert, verlor aber gegen Can You Feel the Love Tonight, ebenfalls aus Der König der Löwen.
Das American Film Institute (AFI) setzte Hakuna Matata in seiner Liste der 100 besten Filmsongs auf Platz 99.

## Coverversionen

### Version von Jimmy Cliff feat. Lebo M
Jimmy Cliff veröffentlichte zusammen mit Lebo M am 21. Februar 1995 eine Coverversion als Single. Diese Single erreichte am 24. Juli 1995 für sieben Wochen die deutschen Charts und kam dabei bis auf Platz 77. Sie war auch vom 16. Juli 1995 an fünf Wochen lang in den Schweizer Charts und erreichte dabei Platz 32.

### Weitere Coverversionen
Hakuna Matata wurde unter anderem von Baha Men, Angélique Kidjo und Debbie Davis, The Rembrandts, Mannheim Steamroller, Tingstad & Rumbel, Alvin und die Chipmunks, Erich Kunzel und dem Cincinnati Pops Orchestra, Bunny Wailer und La Década Prodigiosa gecovert.